# Jarosław Maria Jan Opala

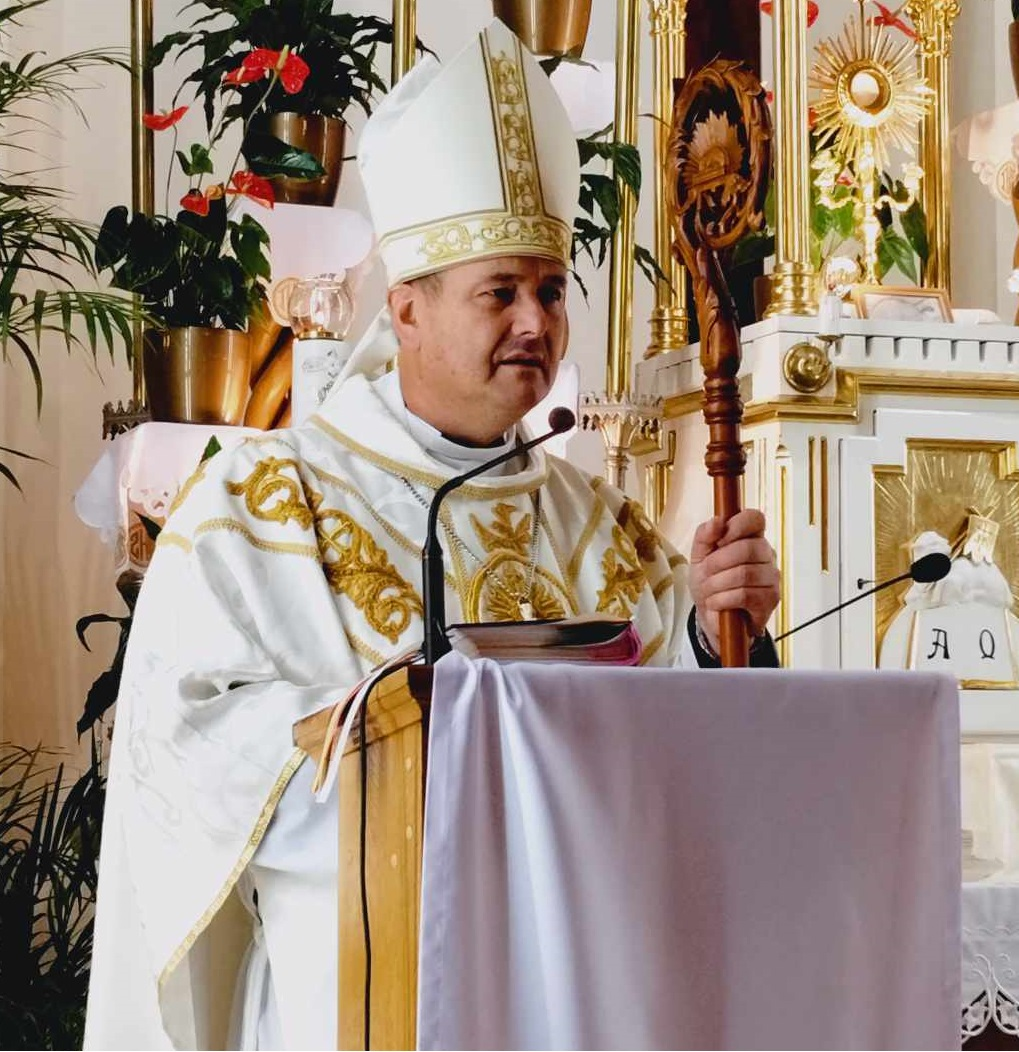
Jarosław Maria Jan Opala (2023)

Jarosław Maria Jan Opala (* 4. Mai 1967 in Wyszogród) ist ein polnischer altkatholischer Geistlicher, Bischof für die Diözese Warschau-Płock und Leitender Bischof der Altkatholischen Kirche der Mariaviten, Mitglied des Präsidiums des Polnischen Ökumenischen Rates und Ehrenbürger von Mińsk Mazowiecki (ab 2022). Bischof Opala ist Pfarrer der Mariavitengemeinden in Płock (Kirche der Barmherzigkeit und Liebe) und Mińsk Mazowiecki.

## Werdegang
Opala stammt aus einer mariavitischen Familie. 1984 trat er in das Mariavitenseminar in Płock ein. Die Priesterweihe empfing er am 6. Mai 1990 durch den Leitenden Bischof Stanisław Maria Tymoteusz Kowalski in der Kirche der Barmherzigkeit und Liebe in Płock.
Am 5. September 2023, während der IV. Sitzung des Generalkapitels der Altkatholischen Mariavitenkirche, wurde Opala zum Leitenden Bischof der Kirche und zum Bischof der Diözese Warschau-Płock gewählt. Die Weihe fand am 7. Oktober 2023 in der Kirche der Barmherzigkeit und Liebe in Płock statt.
Im Jahr 2024 berief Bischof Opala die Synode der Kirche ein (die vorherige Synode beendete ihre Sitzungen vor dem Zweiten Weltkrieg). Dort wurde beschlossen, die unabhängige Gemeinschaft der Kirche der Heiligen Jungfrau Maria in Mont-Saint-Aignan (auch bekannt als Église vieille-catholique romaine oder Église apostolique de France) in die mariavitische Kirche einzugliedern.